# Département Biltine
Das Département Biltine ist ein Département im Osten des Tschad. Es liegt im südwestlichen Teil der Provinz Wadi Fira, die Hauptstadt ist Biltine. Beim Zensus im Jahr 2009 wurden 159.323 Einwohner gezählt.

## Verwaltungsuntergliederung
Das Département ist in vier Unterpräfekturen unterteilt:
- Biltine
- Am Zoer
- Arada
- Mata